# مصطفی دوب‌الله
مصطفی دوب‌الله (انگلیسی: Mustapha Doballah؛ زادهٔ ۲۵ آوریل ۱۹۵۹) بازیکن هندبال اهل الجزایر بود.